# 廖晉碩
廖晉碩（英語：Liu Chun Shek，1966年—），曾任香港無綫電視監製及香港電視網絡導演。2023年8月因無綫電視節省開支而被裁員。及後過檔至ViuTV的旗下Studio VO，與另一位被裁監製林建祥一同開拍《社畜再培訓先導計劃》。

## 簡歷
廖晉碩於1990年代加入無綫電視，最初任職人事部，後轉職助理編導，並於1997年升為編導。2012年，廖晉碩正式離開無綫電視，跳槽至香港電視網絡擔任導演。2015年，廖晉碩離開香港電視網絡，再度回巢無綫電視擔任編導。2017年，廖晉碩晉升為監製，首次擔任監製的劇集是《BB來了》。此劇於2018年播出，因劇情貼地而備受關注及好評，女主角李佳芯亦憑此劇獲得《萬千星輝頒獎典禮2018》「最佳女主角」。
在任監製時期，常用主要演員有李國麟、楊證樺（3部）；高海寧、楊卓娜、吳家樂、劉家聰、胡楓、袁文傑、姚嘉妮（2部）。

## 電視劇（無綫電視）

### 編導
- 2001年：《皆大歡喜 (古裝電視劇)》
- 2003年：《皆大歡喜 (時裝電視劇)》
- 2004年：《水滸無間道》
- 2005年：《Yummy Yummy》
- 2006年：《天幕下的戀人》《法證先鋒》
- 2007年：《同事三分親》《通天幹探》
- 2008年：《法證先鋒II》《溏心風暴之家好月圓》
- 2009年：《宮心計》
- 2010年：《誘情轉駁》
- 2011年：《仁心解碼》《Only You 只有您》《女拳》
- 2012年：《造王者》《拳王》
- 2015年：《鬼同你OT》
- 2016年：《愛情食物鏈》《完美叛侶》《律政強人》
- 2017年：《心理追凶Mind Hunter》《超時空男臣》

### 導演
- 2015年：《導火新聞線》《還來得及再愛你》

### 監製
- 2018年：《BB來了》
- 2019年：《她她她的少女時代》
- 2021年：《寶寶大過天》
- 2022年：《童時愛上你》
- 2024年：《再見·枕邊人》